# Немачка на Европском првенству у атлетици у дворани 2019.
Немачка је учествовала на 35. Европском првенству у дворани 2019 који се одржао у Глазгову, Шкотска, од 1. до 3. марта. Ово је било четрнаесто Европско првенство у атлетици у дворани од његовог оснивања 1992. године на којем је Немачка први пут учествовала под овим именом. Репрезентацију Немачке представљало је 28 спортиста (14 мушкараца и 13 жена), који су се такмичили у 18 дисциплине (9 мушких и 9 женских).
На овом првенству Немачка је заузела 15. место по броју освојених медаља, укупно 5,  4 сребрне и 1 бронзана медаља. У табели успешности према броју и пласману такмичара који су учествовали у финалним такмичењима (првих 8 такмичара) Немачка је са 18 учесника у финалу заузела 5. место са 66,50 бодова.
| Пл. | Земља   | 1. место | 2. место | 3. место | 4. место | 5. место | 6. место | 7. место | 8. место | Бр. фин.-Бод. |
| --- | ------- | -------- | -------- | -------- | -------- | -------- | -------- | -------- | -------- | ------------- |
| 5.  | Немачка | -        | 4-28     | 1-6      | 2-10     | 1-4      | 2-6      | 5-9,50   | 3-3      | 18-66,50      |

## Учесници
| Мушкарци: - Кевин Кранц — 60 м - Кристоф Кеслер — 800 м - Роберт Фаркен — 800 м - Карл Бебендорф — 1.500 м - Мариус Пробст — 1.500 м - Амос Бартелсмајер — 3.000 м - Флоријан Орт — 3.000 м - Сем Парсонс — 3.000 м - Матеус Прзибилко — Скок увис - Фалк Вендрих — Скок увис - Бо Канда Лита Бахре — Скок мотком - Макс Хес — Троскок - Давид Шторл — Бацање кугле - Андреас Бекман — Седмобој | Жене: - Лиза Мари Кваји — 60 м - Ребека Хазе — 60 м - Надин Гонска — 400 м - Катерина Гранц — 1.500 м - Констанце Клостерхалфен — 3.000 м - Алина Рех — 3.000 м - Синди Роледер — 60 м препоне - Имке Онен — Скок увис - Катарина Бауер — Скок мотком - Малајка Михамбо — Скок удаљ - Кристина Шваниц — Бацање кугле - Сара Гамбета — Бацање кугле - Алина Кенцел — Бацање кугле |  |

## Освајачи медаља (5)

### Сребро (4)
- Давид Шторл — Бацање кугле
- Констанце Клостерхалфен — 3.000 м
- Синди Роледер — 60 м препоне
- Кристина Шваниц — Бацање кугле

### Бронза (1)
- Макс Хес — Троскок

## Резултати

### Мушкарци
| Атлетичар           | Дисциплина   | Лични рекорд | Квалификације | Квалификације | Полуфинале           | Полуфинале           | Финале               | Финале       | Детаљи |
| Атлетичар           | Дисциплина   | Лични рекорд | Резултат      | Место         | Резултат             | Место                | Резултат             | Место        | Детаљи |
| ------------------- | ------------ | ------------ | ------------- | ------------- | -------------------- | -------------------- | -------------------- | ------------ | ------ |
| Кевин Кранц         | 60 м         | 6,56         | 6,70 КВ       | 2. у гр. 3    | 6,67 КВ              | 2. у гр. 3           | 6,73                 | 8 / 44 (45)  |        |
| Кристоф Кеслер      | 800 м        | 1:47,80      | 1:48,62 КВ    | 1. у гр. 2    | 1:50,62              | 4. у гр. 1           | Није се квалификовао | 8 / 33 (34)  |        |
| Роберт Фаркен       | 800 м        | 1:47,65      | 1:51,02       | 6. у гр. 3    | Није се квалификовао | Није се квалификовао | Није се квалификовао | 31 / 33 (34) |        |
| Мариус Пробст       | 1.500 м      | 3:39,89      | 3:46,93 КВ    | 2. у гр. 1    |                      |                      | 3:45,76              | 6 / 25 (28)  |        |
| Карл Бебендорф      | 1.500 м      | 3:40,67      | 3:45,70 кв    | 5. у гр. 2    | 3:46,88              | 7 / 25 (28)          |                      |              |        |
| Амос Бартелсмајер   | 3.000 м      | 7:49,47      | 7:51,35 КВ    | 4. у гр. 1    | 7:59,62              | 6 / 33 (34)          |                      |              |        |
| Флоријан Орт        | 3.000 м      | 7:49,48      | 7:54,59 кв    | 8. у гр. 1    | 8:05,09              | 11 / 33 (34)         |                      |              |        |
| Сем Парсонс         | 3.000 м      | 7:49,16      | 7:55,60 КВ    | 4. у гр. 2    | 8:05,83              | 12 / 33 (34)         |                      |              |        |
| Матеус Прзибилко    | Скок увис    | 2,30         | 2,28 КВ, ЛРС  | 1. у гр. Б    | 2,18                 | 7 / 19               |                      |              |        |
| Фалк Вендрих        | Скок увис    | 2,26         | 2,25 кв       | 4. у гр. А    | 2,18                 | 7 / 19               |                      |              |        |
| Бо Канда Лита Бахре | Скок мотком  | 5,70         | 5,70 КВ, =ЛР  | 4.            | 5,55                 | 7 / 14               |                      |              |        |
| Макс Хес            | Троскок      | 17,52 НР     | 16,81 КВ, ЛРС | 2.            | 17,10 ЛРС            |                      |                      |              |        |
| Давид Шторл         | Бацање кугле | 21,88        | 20,61 кв      | 5.            | 21,54 ЛРС            |                      |                      |              |        |

#### Седмобој
| Дисциплина   | Андреас Бекман | Андреас Бекман | Андреас Бекман | Андреас Бекман | Андреас Бекман | Андреас Бекман |
| Дисциплина   | Лич. рек.      | Рез.           | Бод.           | Плас.          | Укупно         | Плас.          |
| ------------ | -------------- | -------------- | -------------- | -------------- | -------------- | -------------- |
| 60 м         | 7,05           | 7,05 =ЛР       | 865            | 5.             | 865            | 5.             |
| Скок удаљ    | 7,29           | 7,39 ЛР        | 908            | 9.             | 1.773          | 7.             |
| Бацање кугле | 14,34          | 14,04          | 731            | 9.             | 2.504          | 10.            |
| Скок увис    | 2,06           | 2,07 ЛР        | 868            | 3.             | 3.372          | 6.             |
| 60 препоне   | 8,43           | 8,55           | 848            | 9.             | 4.220          | 9.             |
| Скок мотком  | 5,20           | 5,20 =ЛР       | 972            | 2.             | 5.192          | 6.             |
| 1.000 м \|   | 2:45,66        | 2:45,86        | 809            | 3.             | 6.001          | 5.             |
| Укупно       | 6.017          | -              | −              | −              | 6.001          | 5 / 10 (12)    |

### Жене
| Атлетичарка             | Дисциплина   | Лични рекорд | Квалификације      | Квалификације      | Полуфинале            | Полуфинале            | Финале                | Финале                | Детаљи |
| Атлетичарка             | Дисциплина   | Лични рекорд | Резултат           | Место              | Резултат              | Место                 | Резултат              | Место                 | Детаљи |
| ----------------------- | ------------ | ------------ | ------------------ | ------------------ | --------------------- | --------------------- | --------------------- | --------------------- | ------ |
| Ребека Хазе             | 60 м         | 7,14         | 7,36 КВ            | 3. у гр. 1         | 7,37 (.367)           | 5. у гр. 2            | Нису се квалификовале | 17 / 42 (43)          |        |
| Лиза Мари Кваји         | 60 м         | 7,19         | 7,30 КВ            | 2. у гр. 3         | 7,29                  | 3. у гр. 3            | Нису се квалификовале | 8 / 42 (43)           |        |
| Надин Гонска            | 400 м        | 52,77        | 53,38              | 4. у гр. 2         | Није се квалификовала | Није се квалификовала | Није се квалификовала | 19 / 29 (31)          |        |
| Катерина Гранц          | 1.500 м      | 4:11,38      | Није завршила трку | Није завршила трку |                       |                       | Није се квалификовала | Није се квалификовала |        |
| Констанце Клостерхалфен | 3.000 м      | 8:32,47 НР   |                    |                    |                       |                       | 8:34,06               |                       |        |
| Алина Рех               | 3.000 м      | 8:43,72      | 8:39,45 ЛР         | 4 / 16             |                       |                       |                       |                       |        |
| Синди Роледер           | 60 м препоне | 7,84         | 8,04 КВ            | 1. у гр. 2         | 8,02 КВ               | 1. у гр. 2            | 7,97                  |                       |        |
| Имке Онен               | Скок увис    | 1,96         | 1,89 кв            | 4. у гр. А         |                       |                       | 1,91                  | 7 / 26                |        |
| Катарина Бауер          | Скок мотком  | 4,60         | 4,40               | 14.                | Није се квалификовала | 14 / 18 (19)          |                       |                       |        |
| Малајка Михамбо         | Скок удаљ    | 6,99         | 6,74 КВ            | 2. КВ              | 6,83                  | 4 / 17                |                       |                       |        |
| Кристина Шваниц         | Бацање кугле | 20,05        | 19,09 КВ           | 1.                 | 19,11                 |                       |                       |                       |        |
| Сара Гамбета            | Бацање кугле | 17,90        | 18,17 ЛР           | 5.                 | 17,60                 | 7 / 17                |                       |                       |        |
| Алина Кенцел            | Бацање кугле | 17,94        | 18,09 ЛР           | 6.                 | 17,55                 | 8 / 17                |                       |                       |        |